# Flux compressible
Flux compressible és una branca de la dinàmica dels fluids és quan la variació de densitat del fluid té efecte "apreciable" sobre la solució. La densitat aleshores no pot ser considerada constant.
Els gasos, però no els líquids, mostren aquest comportament. L'estudi del flux compressible és rellevant en els aparells d'aviació a gran velocitat, els seus motors, els gasoductes i en moltes aplicacions comercials.
Encara que rigorosament tots els fluids són en general comprimibles, es consideren incompressibles els que es mouen a baixa velocitat (convencionalment fins prop de 0,3 Mach).